# Federación Internacional de Planificación Familiar
La Federación Internacional de Planificación Familiar (en inglés International Planned Parenthood Federation, IPPF) es una organización no gubernamental de ámbito mundial que tiene como objetivos generales la promoción de la salud reproductiva y la salud sexual, así como 
la defensa del acceso al aborto inducido y el libre acceso a los métodos anticonceptivos como medios de planificación familiar, por lo que promueve a nivel internacional la incorporación a la sanidad pública del aborto inducido. Se fundó en el año 1952 en la ciudad de Bombay, India, siendo su principal organizadora Margaret Sanger. En la actualidad son miembros de IPPF más de 149 asociaciones que trabajan en más de 189 países. IPPF tiene una gestión muy descentralizada y está organizada en seis regiones. La Federación de Planificación Familiar Estatal de España es miembro de la IPPF.
Si bien hubo acusaciones al respecto, múltiples investigaciones de la justicia estadounidense encontraron que la filial estadounidense de IPPF, Planned Parenthood, no comercializa tejido fetal.

## Objetivos
Las Asociaciones miembro ofrecen servicios de planificación familiar sin ánimo de lucro, formación y educación en materia de salud sexual y prevención de abusos. Entre sus objetivos se encuentran dar a los clientes la información necesaria para que tomen decisiones informadas en materia de salud sexual, promover la salud sexual continua, poner a su disposición servicios de salud sexual de alta calidad, mejorar la salud general de las personas con bajos ingresos y utilizar la organización democrática y el liderazgo de los voluntarios para promover estos objetivos. Más del 40% de los recursos de la organización se destinan a atender las necesidades de los jóvenes; como explica la IPPF, los menores de 25 años (y especialmente las mujeres) corren un riesgo mucho mayor de infectarse con el VIH.

## Financiación
La IPPF es apoyada financieramente por gobiernos, fundaciones y organizaciones relacionadas con la salud y la pobreza, fideicomisos y particulares, incluida la Comisión Europea y el Fondo de Población de las Naciones Unidas para proyectos especiales. La mitad de su financiaciación proviene de programas oficiales de asistencia para el desarrollo de los gobiernos. Se estima que en 2017 la Planned Parenthood (filial de la IPPF en EE. UU.) recibió 500 millones de dólares de las arcas públicas de ese país.
Para lograr sus objetivos como organización, la IPPF a menudo colabora con la Organización Mundial de la Salud (OMS), el Programa de las Naciones Unidas para el Desarrollo (PNUD), el Fondo de Naciones Unidas para la Infancia (UNICEF), el Fondo de Población de las Naciones Unidas (FPNU), y la Organización para la Cooperación y el Desarrollo Económicos (OCDE). IPPF es un grupo de presión (un lobby) en la Unión Europea, y en concreto, ante el Consejo Europeo y el Consejo Económico y Social de las Naciones Unidas (ECOSOC). Es la única organización no gubernamental (ONG) que se centra en la salud sexual y los derechos reproductivos calificada como organización consultiva ante el Consejo de Europa. Esto permite que la IPPF pueda estar representada en la Asamblea Parlamentaria.

### Financiación canadiense
En abril de 2011, se reveló que a la IPPF, que había solicitado una subvención de 18 millones de dólares más de un año antes, se le había negado la financiación por parte de un gobierno del Partido Conservador debido a los esfuerzos de lobby de los grupos antiabortistas.
El 22 de septiembre de 2011, la Agencia Canadiense de Desarrollo Internacional concedió a la IPPF 6 millones de dólares en tres años. El dinero se destina a servicios aún no prestados en Afganistán, Bangladés, Malí, Sudán y Tanzania. Muchos activistas antiabortistas han criticado el gasto, incluido el diputado conservador Brad Trost, que criticó a su propio partido por apoyar al grupo "proabortista".

### Financiación estadounidense
Desde Ronald Reagan, los presidentes republicanos de Estados Unidos han mantenido la política de exigir a las organizaciones no gubernamentales, para la recepción de fondos gubernamentales, abstenerse de facilitar, promover u ofrecer servicios abortivos. Así, George W. Bush restableció la Política estadounidense respecto al aborto en la Ciudad de México en 2001. De modo alterno, esta política ha sido derogada por los demócratas (fue anulada por última vez por el presidente Joe Biden).